# Cherry Ripe
Cherry Ripe – nazwa radiostacji numerycznej o dużej mocy. Jej nazwa pochodzi od sygnału wywoławczego – kilku taktów angielskiej piosenki ludowej Cherry Ripe. Stacja była prawdopodobnie własnością brytyjskiego Secret Intelligence Service i nadawała z terenu Australii, choć początkowo przypuszczano, że z wyspy Guam.
Stacja nadawała krótkie sekwencje cyfr odczytywane przez sztuczny kobiecy głos. Prawdopodobnie sekwencje te były zaszyfrowanymi wiadomościami dla agentów wywiadu, możliwymi do rozszyfowania jedynie przy pomocy klucza jednorazowego.
Pokrewną stacją numeryczną dla Cherry Ripe jest Lincolnshire Poacher wykorzystująca jako sygnał wywoławczy krótki fragment ludowej pieśni o tej samej nazwie. Podejrzewano, że stacja ta należała do brytyjskiego Secret Intelligence Service, a także odkryto miejsce nadawania – baza wojskowa RAF Akrotiri na Cyprze. Poza różnicami w sygnale wywoławczym format oraz głos przedstawiający wiadomości był identyczny. Mimo wyłączenia Lincolnshire Poacher w lipcu 2008 r. Cherry Ripe nadal była aktywna. Ostatecznie stacja zamilkła w grudniu 2009.

## Harmonogram stacji
Poniżej znajduje się harmonogram według którego odbywało się nadawanie Cherry Ripe, ze stanem na styczeń 2006 r. Podane godziny są w strefie czasowej UTC, zaś częstotliwości w Megahercach (MHz).
| Godzina | Częstotliwość        | Dni tygodnia       |
| ------- | -------------------- | ------------------ |
| 00:00   | 18,864 21,866        | niedziela – piątek |
| 01:00   | 19,884 21,866        | niedziela – piątek |
| 10:00   | 20,474 23,461        | niedziela – piątek |
| 11:00   | 18,864 23,461 14,730 | niedziela – piątek |
| 12:00   | 18,864 23,461        | niedziela – piątek |
| 13:00   | 18,864 21,866        | niedziela – piątek |
| 14:00   | 18,864 20,707        | niedziela – piątek |
| 22:00   | 18,864 24,644        | niedziela – piątek |
| 23:00   | 18,864 21,866        | niedziela – piątek |